# Acidente em Goldsboro em 1961
O acidente de Goldsboro, em 1961, foi a queda de uma aeronave da Força Aérea dos Estados Unidos que ocorreu perto de Goldsboro, Carolina do Norte, em 24 de janeiro de 1961, quando um Boeing B-52 Stratofortress transportando duas bombas nucleares Mark 39 de 3,8 megatons se desintegrou em pleno voo, lançando sua carga nuclear na ocorrência. O comandante do voo ordenou que a tripulação ejetasse a 9.000 feet (2.700 m). Cinco homens ejetaram com êxito e pousaram em segurança. Outro tripulante ejetou, mas o paraquedas do seu assento ejetor não abriu e ele acabou morrendo em decorrência do impacto com o solo, e dois morreram no acidente. Informações recentemente desclassificadas, em 2013, revelaram que uma das bombas chegou muito perto de detonar.

## O acidente
A aeronave, um B-52G, era da Base Aérea Seymour Johnson, em Goldsboro. Por volta da meia-noite, do dia 23 para o dia 24 de janeiro de 1961, o bombardeiro teve um encontro com uma aeronave de reabastecimento aéreo. Durante o engate, a tripulação da aeronave abastecedora informou ao comandante do B-52, Major Walter Scott Tulloch, que havia um vazamento na asa direita de seu avião. O reabastecimento foi abortado e o controle em terra foi avisado do problema. O B-52 foi orientado a iniciar uma espera padrão ao largo da costa para que seu combustível fosse consumido antes do pouso, para diminuir seu peso. No entanto, quando o B-52 atingiu o local designado para a espera, o piloto informou que o vazamento tinha piorado e que 17 toneladas de combustível tinham sido perdidos em três minutos. A aeronave foi imediatamente direcionada para o pouso na Base Aérea Seymour Johnson.
Ao passar por 10 000 pés (3 000 m) de altitude, durante sua descida até a base aérea, os pilotos não foram mais capazes de manter o avião em uma descida estável e perderam o controle da aeronave. O comandante ordenou que a tripulação ejetasse, o que eles fizeram a 9.000 feet (2.700 m) de altitude. Cinco homens pousaram em segurança. Outro ejetou, mas não resistiu à aterragem, e dois morreram no acidente. O terceiro piloto do bombardeiro, Tenente Adam Sachos, é o único homem conhecido para ter ejetado com sucesso da escotilha superior de um B-52, sem um assento ejetável. Embora a última vez que tripulação olhou para a aeronave ela ainda estava inteira, com as duas bombas termonucleares Mark 39 a bordo, a mesma se partiu antes do impacto no solo, lançando as bombas. Os destroços da aeronave cobriram uma área de 5 quilômetros quadrados sobre uma fazenda de tabaco e algodão, em Faro, a cerca de 12 miles (19 km) ao norte de Goldsboro.
As duas bombas nucleares MK 39 de 3-4 megatons se separaram da aeronave quando esta se desintegrou no ar entre 300 e 610 metros de altitude (1 000 e 2 000 pés). Três dos quatro mecanismos de acionamento de uma das bombas foram ativados, fazendo com que ela executasse muitos dos passos necessários para explosão, tais como o carregamento de capacitores e, de maneira crítica, a soltura de um paraquedas de desaceleração de 30 metros de diâmetro. O paraquedas permitiu que a bomba atingisse o solo com pouco dano.

## O resgate da bomba

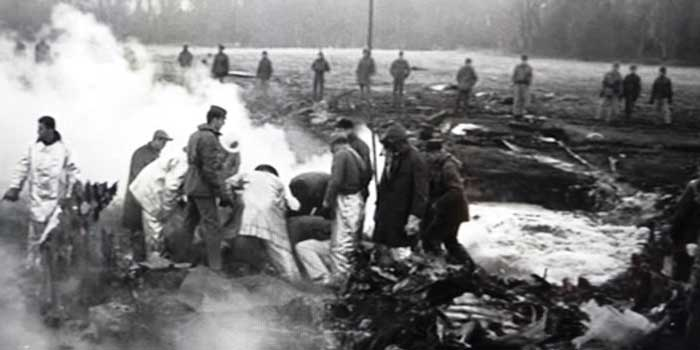
Equipe trabalhando para recuperar a bomba termonuclear Mark 39, enterrada devido sua queda em Faro, Carolina do Norte, em 1961.

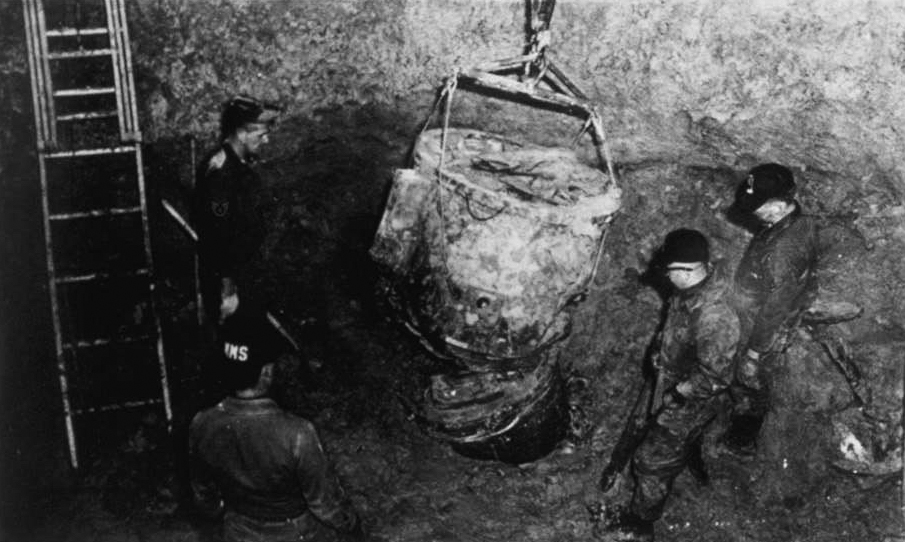
Equipe da força aérea trabalhando em um poço subterrâneo para recuperar as peças da segunda bomba nuclear Mark 39.

A bomba que caiu de paraquedas foi encontrada intacta e parada na vertical, devido seu paraquedas ter se enganchado em uma árvore. O Tenente Jack Revelle, perito responsável por desarmar o dispositivo, afirmou que o interruptor de segurança ainda estava em posição segura, apesar dele ter concluído a sequencia restante do armamento. O Pentágono afirmou na época que não havia possibilidade de uma explosão e que dois mecanismos de acionamento não tinham sido ativados. Um porta voz do Departamento de Defesa dos Estados Unidos afirmou que a bomba foi desarmada e não poderia explodir. O Ex-militar e analista, Daniel Ellsberg, alegou ter visto documentos altamente sigilosos indicando que o mecanismo de segurança foi o único dos seis presentes na bomba atômica que impediu a detonação. Em 2013, informações liberadas como um resultado de uma requisição baseada na Lei de Liberdade de Informação confirmou que um único dispositivo dentre quatro (e não seis) impediu detonação.
A segunda bomba afundou em um campo enlameado, a uma velocidade de 1 296 km/h, e se desintegrou sem detonação de seus explosivos convencionais. A cauda foi descoberta a cerca de 20 pés (6,1 m) abaixo do solo. Peças da bomba foram recuperadas. Embora a bomba tenha se armado parcialmente ao sair da aeronave, um interruptor de alta tensão impediu o seu armamento completo. Em 2013, ReVelle lembrou o momento em que o interruptor da segunda bomba foi encontrado:

Até a minha morte eu nunca vou esquecer de ouvir meu sargento dizer, "Tenente, encontramos o interruptor de segurança." E eu disse, "Ótimo." Ele disse, "Não é ótimo. Está armado."

A escavação da segunda bomba foi abandonada como resultado de incontroláveis inundações do solo. A maioria do estágio termonuclear, contendo o urânio e o plutônio, foi deixado no local, mas o núcleo da bomba foi desmontado e removido. O Corpo de Engenheiros do Exército dos Estados Unidoso comprou um terreno circular de 120 m (400 pés) sobre o componente enterrado. A Universidade da Carolina do Norte em Chapel Hill determinou que a profundidade dos destroços seja seja de 180 ± 10 feet (54,9 ± 3,0 m).

## Consequências para o projeto do B-52
Asas molhadas com tanques de combustível integrais aumentaram consideravelmente a capacidade de combustível dos modelos B-52G e H, mas foi percebido que sofriam 60% a mais de estresse durante o voo do que asas dos modelos mais antigos. Asas e outras áreas suscetíveis à fadiga foram modificados em 1964, sob a proposta de alteração de engenharia ECP 1050 da Boeing. Isto foi seguido por uma substituição da fuselagem externa e longarinas (ECP 1185), em 1966, e o programa de Aumento de Estabilidade e de Controle de Voo do B52 (ECP 1195), em 1967.

## Uma análise posterior da recuperação das armas
Em 2011 o Tenente Jack Revelle, perito responsável por desarmar o dispositivo, afirmou que "chegamos perto pra caramba" de uma detonação nuclear que teria alterado completamente a maioria do leste da Carolina do Norte. Ele também disse que o poder destrutivo de cada bomba era mais de 250 vezes maior que a bomba de Hiroshima, grande o suficiente para criar uma zona de mortalidade em 100% dentro de um raio de 8,5 miles (13,7 km).
Em um relatório de 1969, agora desclassificado e intitulado "Goldsboro Revisto", escrito por Parker F. Jones, um supervisor de segurança nuclear no Sandia National Laboratories, Jones disse que "um interruptor simples, com tecnologia de dínamo e de baixa tensão, separou os Estados Unidos de uma grande catástrofe", e concluiu que a bomba Mark 39 Mod 2 não possuía a segurança adequada para seu transporte dentro do B-52.
Michael H. Maggelet e James C. Oskins, autores de Broken Arrow: A História Desclassificada dos Acidentes com Armas Nucleares dos EUA, contestam a reivindicação citando um relatório desclassificado. Eles alegam que o interruptor estava em posição segura, a bateria de alta tensão não foi ativada para impedir o carregamento do circuito de disparo e de um gerador de nêutrons necessários para a detonação, e o interruptor foi destruído antes da energização da unidade x (unidade de queima de capacitores). O reservatório de trítio usado para o aumento da fusão também estava cheio e não tinha sido injetado no núcleo. Isso teria resultado em um rendimento principal reduzido e não teria acendido o segundo estágio de fusão da bomba.

## Legado

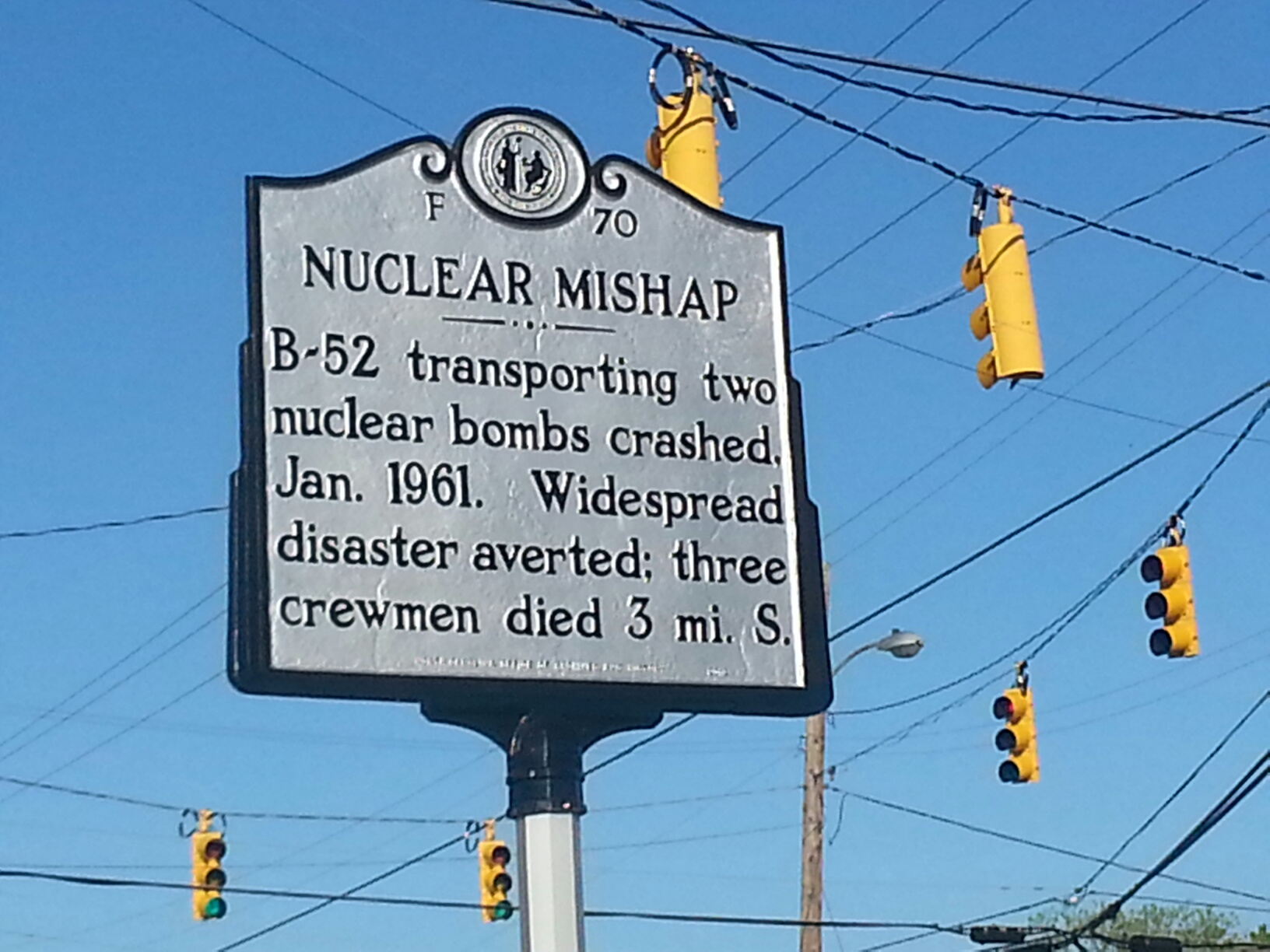
Placa de estrada em Eureka, NC, comemorando o acidente com o B-52 de 1961.

Em julho de 2012, o Estado da Carolina do Norte construiu uma histórica placa de estrada na cidade de Eureka, 4,8 km ao norte do local do acidente, comemorando o acidente sob o título "Acidente Nuclear". O memorial não lista os nomes dos três tripulantes que morreram no acidente: Sargento Francis Roger Barnish (35), Major Eugene Holcombe Richards (42), e Major Eugene Shelton (41).